# Région forestière
Une région forestière est une zone géographique naturelle qui présente une homogénéité de sol, de climat et de végétation suffisante pour comprendre des types de forêts comparables.

## Les régions forestières en France
En France, c'est l'Inventaire forestier national qui, dès son premier cycle d’inventaires, a défini dans les années 1950, 309 régions forestières couvrant l'ensemble du territoire national. Elles ont été conçues sur le modèle des petites régions agricoles, avec le souci d'identifier des zones homogènes du point de vue des types de forêts ou de paysages et sur la base de critères pédogéomorphologiques et climatiques, indépendamment des limites administratives.
Cette délimitation a été conservée au cours des inventaires successifs, avec quelques petites corrections. Si une région forestière nationale chevauche plusieurs départements, « chacune de ses parties constitue une région forestière départementale ». Trois grands zonages sont géoréférencés (échelle : 1/250 000) et portés à connaissance via publication sur le site internet de l'IFN. Les régions forestières nationales et départementales, et les zones phytogéographiques.
Elles servent de territoire de référence pour les plans d'aménagement forestier réalisés partout en France :
- les Directives régionales d'aménagement forestier pour les forêts domaniales,
- les Schémas régionaux d'aménagement pour les autres forêts publiques et
- les Schémas régionaux de gestion sylvicole pour les forêts privées.

Au début des années 2000, l'IFN considère que ces régions couvrent des territoires trop petits : elles ne permettent pas un relevé complet et homogène des données, particulièrement en matière de données climatiques. Les sous-régions sont rassemblées en « zones phytogéographiques »
- régions forestières de plaines et collines,
- régions forestières de montagne,
- régions forestières méditerranéennes.

En 2006, l'IFN crée un nouveau découpage de régions forestières en France appelées « Sylvoécorégions » (SER), mis en place en 2009. Dans ce cadre, 11 « grandes régions écologiques (GRECO) » sont définies, comprenant chacune des sylvoécorégions (89 sylvoécorégions au total).

## Les zones forestières dans l'Union européenne
Ce sont des étendues de plus d'un hectare caractérisée par un peuplement d'arbres d'une hauteur supérieure à cinq mètres et des frondaisons couvrant plus de 30 % de sa surface ; les matières premières, provenant de ces terres présentant un important stock de carbone, ne doivent pas être utilisées pour produire des biocarburants et bioliquides
.

## Les régions forestières au Canada
En 1972, J.S. Rowe a établi un découpage du territoire canadien en 12 régions forestières :
- Région Boréale - forêt
- Région boréale - forêt et terrain dénudé
- Région boréale - forêt et prairie
- Région subalpine
- Région montagnarde
- Région côtière
- Région du Colombia
- Région des feuillus (Sud de l'Ontario)
- Région des Grands Lacs et du Saint-Laurent
- Région acadienne
- Prairie
- Toundra